# Đội tuyển bóng đá U-17 quốc gia Nhật Bản
Đội tuyển bóng đá U-17 quốc gia Nhật Bản là một đội tuyển bóng đá trẻ quốc gia Nhật Bản và được quản lý bởi Hiệp hội bóng đá Nhật Bản. Đội tuyển là đội vô địch ở Giải vô địch bóng đá U-17 châu Á 1994 và 2006, 2018, 2023 cũng như Giải vô địch bóng đá U-16 Đông Nam Á 2012.

## Danh hiệu

### Châu lục
- Giải vô địch bóng đá U-16/U-17 châu Á

Vô địch (4): 1994, 2006, 2018, 2023
- Giải vô địch bóng đá U16 Đông Nam Á

Vô địch (1): 2012

### Không chính thức
- Tournament de Montaigu

Vô địch (1): 2004
Á quân (1): 2005